# Criteuil-la-Magdeleine
Criteuil-la-Magdeleine és un municipi francès situat al departament del Charente i a la regió de la Nova Aquitània. L'any 2007 tenia 435 habitants.

## Demografia

### Població
El 2007 la població de fet de Criteuil-la-Magdeleine era de 435 persones. Hi havia 168 famílies de les quals 40 eren unipersonals (20 homes vivint sols i 20 dones vivint soles), 68 parelles sense fills, 56 parelles amb fills i 4 famílies monoparentals amb fills.
La població ha evolucionat segons el següent gràfic:
Habitants censats

### Habitatges
El 2007 hi havia 209 habitatges, 176 eren l'habitatge principal de la família, 19 eren segones residències i 14 estaven desocupats. 205 eren cases i 2 eren apartaments. Dels 176 habitatges principals, 123 estaven ocupats pels seus propietaris, 48 estaven llogats i ocupats pels llogaters i 5 estaven cedits a títol gratuït; 3 tenien dues cambres, 19 en tenien tres, 44 en tenien quatre i 110 en tenien cinc o més. 157 habitatges disposaven pel capbaix d'una plaça de pàrquing. A 78 habitatges hi havia un automòbil i a 84 n'hi havia dos o més.

### Piràmide de població
La piràmide de població per edats i sexe el 2009 era:
| Homes | Edats   | Dones |
| ----- | ------- | ----- |
| 0     | 95 o +  | 0     |
| 0     | 90 a 94 | 0     |
| 0     | 85 a 89 | 4     |
| 16    | 80 a 84 | 8     |
| 12    | 75 a 79 | 16    |
| 0     | 70 a 74 | 4     |
| 8     | 65 a 69 | 4     |
| 12    | 60 a 64 | 16    |
| 16    | 55 a 59 | 8     |
| 28    | 50 a 54 | 16    |
| 12    | 45 a 49 | 28    |
| 8     | 40 a 44 | 12    |
| 20    | 35 a 39 | 20    |
| 24    | 30 a 34 | 24    |
| 20    | 25 a 29 | 20    |
| 4     | 20 a 24 | 12    |
| 12    | 15 a 19 | 8     |
| 28    | 10 a 14 | 12    |
| 20    | 5 a 9   | 16    |
| 16    | 0 a 4   | 8     |

## Economia
El 2007 la població en edat de treballar era de 287 persones, 221 eren actives i 66 eren inactives. De les 221 persones actives 203 estaven ocupades (115 homes i 88 dones) i 18 estaven aturades (8 homes i 10 dones). De les 66 persones inactives 11 estaven jubilades, 22 estaven estudiant i 33 estaven classificades com a «altres inactius».

### Ingressos
El 2009 a Criteuil-la-Magdeleine hi havia 175 unitats fiscals que integraven 436 persones, la mediana anual d'ingressos fiscals per persona era de 14.890 €.

### Activitats econòmiques
Dels 19 establiments que hi havia el 2007, 1 era d'una empresa alimentària, 1 d'una empresa de fabricació d'altres productes industrials, 6 d'empreses de construcció, 5 d'empreses de comerç i reparació d'automòbils, 1 d'una empresa d'hostatgeria i restauració, 2 d'empreses immobiliàries i 3 d'empreses de serveis.
Dels 5 establiments de servei als particulars que hi havia el 2009, 2 eren paletes, 1 guixaire pintor, 1 lampisteria i 1 empresa de construcció.
L'any 2000 a Criteuil-la-Magdeleine hi havia 27 explotacions agrícoles.

## Equipaments sanitaris i escolars
El 2009 hi havia una escola elemental integrada dins d'un grup escolar amb les comunes properes formant una escola dispersa.

## Poblacions més properes
El següent diagrama mostra les poblacions més properes.